# Gustav Ranis
Gustav Ranis (geboren 24. Oktober 1929 in Darmstadt; gestorben 15. Oktober 2013 in Woodbridge (Connecticut)) war ein deutschamerikanischer Ökonom und Hochschullehrer.

## Leben
Gustav Ranis war ein Sohn des Juristen Max Ranis (1893–1943) und der Bettina Goldschmidt (1902–1953), sein Bruder Peter Ranis (1935–) wurde Politikwissenschaftler an der City University of New York. Sein Vater wurde 1939 als Jude im Konzentrationslager Buchenwald inhaftiert und floh anschließend nach Großbritannien. Seine Mutter floh mit ihm und dem Bruder über Frankreich und Spanien nach Cuba, 1943 kam die Familie in den USA wieder zusammen, und Ranis wurde zunächst Fabrikarbeiter. Ab 1948 studierte er an der Brandeis University und machte 1952 einen B.A. Er erhielt 1953 einen M.A. in Wirtschaftswissenschaften an der Yale University und wurde dort 1956 mit der Dissertation Japan: A Case Study in Development promoviert.
1958 heirateten er und Ray Lee Finkelstein, sie hatten drei Kinder. Ranis arbeitete ab 1958 als Entwicklungsökonom in Karachi, Pakistan. 1961 wurde er Associate Professor für Ökonomie an der Yale University und erhielt 1964 eine Professur mit den Schwerpunkten in Entwicklungsökonomie, Technologie, Beschäftigung und Einkommensverteilung. Er wurde 2005 emeritiert.

## Schriften (Auswahl)
- Urban consumer expenditure and the consumption function. 1961
- John Fei, Gustav Ranis: Development of the Labor Surplus Economy: Theory and Policy. Homewood, Ill.: Irwin, 1964
- (Hrsg.): Government and economic development. New Haven: Yale Univ. Pr., 1971
- William Beranek, jr; Gustav Ranis (Hrsg.): Science, technology, and economic development : a historical and comparative study. New York, NY : Praeger, 1978
- John Fei, Shirley Kuo, Gustav Ranis: Growth with Equity: The Taiwan Case. 1979
- Keijiro Otsuka, Gary Saxonhouse, Gustav Ranis: Comparative technology choice in development : the Indian and Japanese cotton textile industries. Basingstoke, Hampshire: Macmillan, 1988
- T. Paul Schultz, Gustav Ranis (Hrsg.): The state of development economics : progress and perspectives. Oxford: Basil Blackwell, 1988
- Adjustment, growth, and debt fatigue. 1989
- Gustav Ranis; Frances Stewart; Edna Angeles-Reves: Linkages in developing economies: a Philippine study. San Francisco, California: International Center for Economic Growth, 1990
- Science and Technology: Lessons for Development Policy. 1990
- F. Stewart, E. Angeles-Reyes, Gustav Ranis: Linkages in Developing Economies: A Philippine Study. 1990
- S.A. Mahmood, Gustav Ranis: Political Economy of Development Policy Change. 1992
- (Hrsg.): Taiwan: From Developing to Mature Economy. 1992
- En Route to Modern Economic Growth: Latin America in the 1990s; essays in honor of Carlos Díaz-Alejandro. Washington, D.C. : Johns Hopkins Univ. Press, 1994
- Japan and the United States in the Developing World. 1997
- John C. H. Fei, Gustav Ranis: Growth and Development from an Evolutionary Perspective. 1997
- (Hrsg.): The political economy of comparative development into the 21st century. Essays in memory of John C. H. Fei. Cheltenham: Elgar, 1999
- Gustav Ranis; Sheng-Cheng Hu; Yun-Peng Chu: The political economy of Taiwan's development into the 21st century. Northampton, Massachusetts: Elgar, 1999
- (Hrsg.): Globalization and the Nation State: The Impact of the IMF and the World Bank. Routledge, 2006